# Radisleben
Radisleben là một đô thị thuộc huyện Harz, Sachsen-Anhalt, Đức. Đô thị Radisleben có diện tích 8,17 km², dân số thời điểm ngày 31 tháng 12 năm 2006 là 491 người.